# Rahkla (Laekvere)
Rahkla – wieś w Estonii, w prowincji Virumaa Zachodnia, w gminie Laekvere.